# 自然和文化
《自然和文化》（Nature and Culture）是一份2005年起發行的學術期刊。該期刊每年出版三次，內容以研究歷史和當代社會與自然兩者間的關係。現時，期刊的主編是洪堡縣大學的Sing C. Chew和耶拿大學的Matthias Gross。據2012年發佈的期刊引證報告指，《自然和文化》的影響因子是1.562。

## 資料來源
1. ↑  .   [2014-05-15]. （原始内容存档于2015-08-02）.

## 外部連結
- 官方网站